# L'Absie
L'Absie is een gemeente in het Franse departement Deux-Sèvres (regio Nouvelle-Aquitaine) en telt 1055 inwoners (2004). De plaats maakt deel uit van het arrondissement Parthenay.

## Geografie
De oppervlakte van L'Absie bedraagt 13,1 km², de bevolkingsdichtheid is 80,5 inwoners per km².
De onderstaande kaart toont de ligging van L'Absie met de belangrijkste infrastructuur en aangrenzende gemeenten.

## Demografie
Onderstaande figuur toont het verloop van het inwonertal (bron: INSEE-tellingen).